# MTV Video Music Brasil 2010
O Video Music Brasil de 2010 foi a décima sexta edição da premiação. Ocorreu no dia 16 de setembro de 2010, e foi transmitida ao vivo pela MTV Brasil, apresentado novamente pelo VJ e comediante Marcelo Adnet. Os indicados foram revelados em 16 de julho. Apesar de ter tido sua transmissão ao vivo dia 16 de setembro a MTV Brasil reprisou o evento diversas vezes.
A banda Restart foi a maior vencedora da noite, com cinco prêmios, nas categorias "Revelação", "Pop", "Artista do Ano", "Hit do Ano" (com Levo Comigo) e "Videoclipe do Ano" (com Recomeçar). Os demais concorrentes ganharam no máximo uma categoria: Thiago Pethit venceu "Aposta MTV", NX Zero fez o mesmo em "Show do Ano"; Justin Bieber foi escolhido como o "Artista Internacional" e School of Seven Bells a "Aposta Internacional", que estreou neste ano. Nas categorias diferenciadas pelo estilo musical, além do "Pop", foram as seguintes: "Rock", vencida por Pitty; "MPB" por Diogo Nogueira; "Rap" por MV Bill; e "Eletrônica" por Boss in Drama. Entre as categorias relacionadas a tecnologia, os vencedores foram: Justin Biba (paródia de Justin Bieber) em "Web Hit", Felipe Neto em "Web Star" e Super Mario Galaxy 2 como o "Game do Ano".

## Indicados
| Categoria                    | Vencedor                            | Indicados |
| ---------------------------- | ----------------------------------- | --- |
| Artista do ano               | Restart                             | Arnaldo Antunes Capital Inicial Fresno Mallu Magalhães NX Zero Otto Pitty Sandy Skank |
| Hit do ano                   | Restart - Levo Comigo               | NX Zero - Só Rezo Pitty - Fracasso Sandy - Pés Cansados Skank - Noites De Um Verão Qualquer |
| Banda ou artista revelação   | Restart                             | Hevo 84 Hori Karina Buhr Replace |
| Aposta MTV                   | Thiago Pethit                       | Apanhador Só Flora Matos The Name Unidade Imaginária |
| Videoclipe do ano            | Restart - Recomeçar                 | Capital Inicial - Depois Da Meia-Noite Banda Cine - A Usurpadora Diogo Nogueira - Tô Fazendo A Minha Parte Mallu Magalhães - Shine Yellow Marcelo D2 - Meu Tambor Mombojó - Pa Pa Pa NX Zero - Só Rezo Skank - Noites De Um Verão Qualquer Vespas Mandarinas - Sem Nome |
| Show do Ano                  | NX Zero                             | Arnaldo Antunes Capital Inicial Otto Pitty |
| Web Hit                      | Justin Biba (paródia Justin Bieber) | Cala Boca Galvão - Save Galvao Bird Campaign Dunga em Um Dia de Fúria Puta Falta de Sacanagem Zeca Camargo bocejando no Fantástico |
| Web Star                     | Felipe Neto                         | Katylene Mystery Guitar Man OCriador PC Siqueira |
| Rock                         | Pitty                               | Capital Inicial Gloria NX Zero Strike |
| Pop                          | Restart                             | Fresno Lulu Santos Mallu Magalhães Sandy |
| MPB                          | Diogo Nogueira                      | Céu Cidadão Instigado Lucas Santana Otto |
| Rap                          | MV Bill                             | Kamau Lurdez da Luz Ogi Rincon Sapiencia |
| Eletrônico                   | Boss in Drama                       | Database Gui Boratto Killer On The Dancefloor Zemaria |
| Artista Internacional do Ano | Justin Bieber                       | Beyoncé Black Eyed Peas Green Day Jay-Z Katy Perry Ke$ha Lady Gaga Paramore Tokio Hotel |
| Aposta Internacional         | School of Seven Bells               | Big K.R.I.T. Darwin Deez Janelle Monáe Toro Y Moi |
| Game do Ano                  | Super Mario Galaxy 2                | Batman: Arkham Asylum Call of Duty: Modern Warfare 2 God of War III Red Dead Redemption |

## Shows
| Shows do VMB 2010                                                                                             |
| --- |
| Restart - "Recomeçar"                                                                                         |
| Fresno - "Redenção" / "Deixa O Tempo" / "Revanche"                                                            |
| Capital Inicial - "Depois Da Meia-Noite"                                                                      |
| Gloria, Hevo 84, Replace, Fake Number e V.O.W.E. - Jam Session MTV 20 Anos: "Zoio D Lula" / "Mulher de Fases" |
| Otto - "Crua"                                                                                                 |
| OK Go - "This Too Shall Pass"                                                                                 |
| "Gaiola das Cabeçudas" (com Valesca Popozuda) - "Funk Educativo"                                              |

## Apresentadores
| Apresentador (es)                                                  | Apresentará...                                      |
| ------------------------------------------------------------------ | --------------------------------------------------- |
| Marcelo Adnet                                                      | Apresentador Geral                                  |
| MariMoon                                                           | Show do Restart                                     |
| 3OH!3 e Rafael Queiroga                                            | Show do Fresno                                      |
| Palmirinha Onofre e Colírios Capricho                              | Show do Capital Inicial                             |
| Sabrina Parlatore, Luiz Thunderbird e Bento Ribeiro                | Show - Jam Session MTV 20 anos                      |
| Marcelo Adnet, Charles H. Wikipedia e Sabrina Sato                 | Show do Otto                                        |
| Marina Person e Cazé Peçanha                                       | Show do OK Go                                       |
| Larissa Riquelme e Ronald Rios                                     | Categoria Show do Ano                               |
| Léo Santanna                                                       | Categoria Aposta MTV                                |
| "Joel Santana", "Luciana Gimenez" e Laura Fontana (Mini Lady Gaga) | Categoria Artista Internacional                     |
| Roberto Justus                                                     | Categoria Revelação do Ano                          |
| Fudêncio                                                           | Categoria Game do Ano                               |
| Raul Gil e "Raul Gil"                                              | Categoria Clipe do Ano                              |
| Fernandona e Carol Ribeiro                                         | Categoria Webhit do Ano                             |
| Christian Chávez                                                   | Categoria Webstar do Ano                            |
| Vanessa Hadi e Dedé                                                | Categorias Aposta Internacional e Música Eletrônica |
| Funérea                                                            | Categorias Pop e MPB                                |
| Fudêncio, Conrado e Funérea                                        | Categorias Rap e Rock                               |
| Danilo Gentili, Anderson Silva e Junior Cigano                     | Categoria Hit do Ano                                |
| Marcelo Adnet e Neymar                                             | Categoria Artista do Ano                            |